# Kathy Lie
Kathy Lie (nascida a 14 de março de 1964) é uma enfermeira e política norueguesa.
Ela foi eleita representante no Storting pelo círculo eleitoral de Buskerud para o período 2021-2025, pelo Partido da Esquerda Socialista.
Lie é de Lier e é enfermeira por formação.